# КОМПО
КОМПО — белорусская машиностроительная компания, производящая оборудование для мясоперерабатывающей и молочной отрасли.

## История
Компания КОМПО создана в 1991 году в Бресте, Беларусь Михаилом Белоусовым.
Первоначально компания ориентировалась на производство запчастей для ковровых ткацких станков.
В 1995 году КОМПО приступила к производству оборудования для мясоперерабатывающей промышленности. Среди них были клипсаторы и вакуумные шприцы.
В 1999 году компания внедрила второе направление — производство расходных материалов для запечатывания продукции, нанесение даты изготовления и т. д.
В период с 2005 по 2017 гг. предприятие запустило ещё одно направление — проектирование, производство и монтаж сборно-разборных зданий из металлоконструкций и сэндвич-панелей.
В 2006 году на предприятии началось внедрение системы бережливого производства.
В том же году КОМПО получило сертификаты соответствия машиностроительной продукции требованиям ЕС.
В 2020 году должность директора заняла дочь основателя Элла Михайловна Джангозова.
В 2024 году компания КОМПО демонстрирует на выставке Агропродмаш три новинки: клипсатор КН-502, клипсатор КН-301 и перекрутчик линкерного типа ПЛТ-1000.
Компания экспортирует свою продукцию в более чем 40 стран мира, в том числе: Украина, Россия, Казахстан, Грузия, Туркменистан, Азербайджан, Таджикистан, Молдова, Армения, Узбекистан, Кыргызстан, Канада, Польша, Латвия, Турция, Австралия, Болгария, Сербия, Алжир, Словакия, Мексика, Аргентина, Эквадор, Доминиканская республика.
У предприятия есть производственные площади на территории Беларуси и Украины.

## Награды
- 2003 — Премия Правительства Республики Беларусь за достижения в сфере качества при внедрении высокоэффективных методов управления качеством и обеспечении выпуска конкурентоспособной продукции[11].
- 2006 — сертификат EFQM «Признание совершенства в Европе 4*» (четыре звезды) на Международном турнире по качеству стран Центральной и Восточной Европы[12][13].